# Molières 1988
La 2e Nuit des Molières a eu lieu le 2 mai 1988.

## Molière du comédien
- Jacques Dufilho dans Je ne suis pas Rappaport
  - Daniel Auteuil dans La Double Inconstance
  - Roman Polanski dans La Métamorphose
  - Patrick Chesnais dans Joe Egg
  - Michel Bouquet dans Le Malade imaginaire

## Molière de la comédienne
- Jeanne Moreau dans Le Récit de la servante Zerline
  - Anny Duperey dans Le Secret
  - Macha Méril dans L'Éloignement
  - Delphine Seyrig dans Un jardin en désordre
  - Maria Casares dans Hécube

## Molière du comédien dans un second rôle
- Pierre Vaneck dans Le Secret
  - Jacques Jouanneau dans Les Cahiers tango
  - Fabrice Eberhard dans Mort d'un commis voyageur
  - Fabrice Luchini dans Le Secret
  - Jean-Paul Farré dans La Métamorphose

## Molière de la comédienne dans un second rôle
- Catherine Salviat dans Dialogues des Carmélites
  - Nada Strancar dans Le Conte d'hiver
  - Nicole Jamet dans Le Secret
  - Pascale de Boysson dans Ce que voit Fox
  - Denise Chalem dans La Double Inconstance

## Molière de la révélation théâtrale
- Thierry Fortineau dans Journal d'un curé de campagne
  - Marianne Basler dans Le Cid
  - Laurence Semonin dans La Madeleine Proust à Paris
  - Catherine Anne dans Une année sans été
  - Sabine Paturel dans La Menteuse

## Molière de l'auteur
- Loleh Bellon pour L'Éloignement
  - Tilly pour Y'a bon Bamboula
  - Philippe Minyana pour Inventaires
  - Copi pour Une visite inopportune
  - Jean-Claude Brisville pour Le Fauteuil à bascule

## Molière de l'adaptateur
- Jean-Claude Grumberg pour Mort d'un commis voyageur
  - Dominique Deschamps pour Je ne suis pas Rappaport
  - Claude Roy pour Joe Egg

## Molière du metteur en scène
- Laurent Terzieff pour Ce que voit Fox
  - Antoine Vitez pour Le Soulier de satin
  - Georges Wilson pour Je ne suis pas Rappaport
  - Bernard Murat pour L'Éloignement
  - Robert Hossein pour L'Affaire du courrier de Lyon

## Molière du créateur de costumes
- Jacques Schmidt pour George Dandin
  - Yannis Kokkos pour Le Soulier de satin
  - Sylvie Poulet pour Kean
  - Loris Azzaro pour Le Secret

## Molière du décorateur scénographe
- Ezio Frigerio pour George Dandin
  - Nicolas Sire pour La Double Inconstance
  - Richard Peduzzi pour Le Conte d'hiver
  - Yannis Kokkos pour Le Soulier de satin

## Molière du meilleur spectacle comique
- Zouc au Bataclan
  - Les Petits Pas au Théâtre des Bouffes du Nord
  - Double Mixte au Théâtre de la Michodière
  - C'est encore mieux l'après-midi au Théâtre des Variétés

## Molière du spectacle en région
- L'Ecole des femmes au Théâtre National de Marseille, La Criée
  - Credo de Enzo Cormann au Nouveau Théâtre d'Angers
  - L'Etrange Intermède au Théâtre Sorano à Toulouse
  - Œdipe à Colone par La Compagnie Pénélope au Festival d'Avignon

## Molière du théâtre privé
- Ce que voit Fox au Théâtre La Bruyère
  - La Métamorphose au Théâtre du Gymnase
  - La Double Inconstance au Théâtre de l'Atelier
  - Je ne suis pas Rappaport au Théâtre de l'Œuvre
  - L'Éloignement au Théâtre de la Gaîté-Montparnasse

## Molière du théâtre public
- Le Soulier de satin au Théâtre national de Chaillot
  - Le Songe d'une nuit d'été à La Comédie-Française
  - Le Conte d'hiver au Théâtre des Amandiers à Nanterre
  - Mort d'un commis voyageur au Centre national de création d'Orléans
  - Dom Juan au Théâtre Renaud-Barrault

## Molière du spectacle musical
- Les Petits Pas au Théâtre des Bouffes du Nord
  - Le Pont des soupirs au Théâtre de Paris
  - L'Homme de La Mancha à La Maison de la Culture de Loire-Atlantique, et au Théâtre Marigny